# Median
Medianen er den midterste værdi i et sorteret datasæt. Hvis der er et lige antal observationer i datasættet er medianen lig gennemsnittet af de to midterste værdier. Ligesom middelværdien og typetallet er medianen en måde at beskrive middeltendensen i et datasæt. Medianen benævnes også 2. kvartil eller medianværdien.

## Bestemmelse af median
- I et ordnet datasæt med n elementer, hvor n er ulige, vil medianen kunne findes som element nummer {\displaystyle {\tfrac {n+1}{2}}}.

- I et ordnet datasæt med n elementer, hvor n er lige, kan medianen være en af de to midterste talværdier og enhver talværdi der imellem.

### Eksempler
I datasættet {1,2,2,2,3,5,6,7,8} er medianen 3 – der er fire elementer/tal med værdier større end 3 og fire elementer/tal med værdier mindre end 3. Gennemsnittet af samme datasæt er 4, og typetallet er 2.
I datasættet {1,2,3,4} med lige antal elementer kan således ethvert tal i intervallet [2;3] benyttes som median for datasættet. Denne flydende værdi kan i praksis ikke anvendes til præsentation, og man vil så typisk vælge et tal, der passer til det, tallene skal vise. I mange tilfælde giver det mening at tage gennemsnittet af de to midterste tal, (2+3)/2 = 2,5. Hvis datasættet beskriver, hvor mange børn hver person har, vil man enten vælge 2 eller 3 som resultat, da man ikke kan have 2,5 børn.

## Stabilitet
Fordelen ved at bruge median i forhold til middelværdi er, at median er stabil overfor ekstreme observationer (som blandt andet kan fremkomme ved målefejl). Hvis man for eksempel har målt højder i meter, men har glemt at sætte komma i nogle af målingerne, vil det påvirke gennemsnittet meget, mens medianen ikke bliver påvirket i samme grad. Har man målingerne 1,74, 180 og 1,86, vil gennemsnittet blive 61,2, mens medianen er 1,86. Her er medianen tæt på den rigtige middelværdi, som ville have været 1,8 uden fejlmålingen.
Medianen kan også være at foretrække i målinger, selv om der ikke er målefejl. Det vil typisk være tilfældet, hvis en variabel har en lille gruppe målinger med meget høje værdier. Et eksempel på dette er personlig indkomst. Hvis en gruppe af fem venner tjener henholdsvis 20.000 kr., 22.000 kr., 25.000 kr., 30.000 kr. og 90.000 kr. om måneden, så vil den gennemsnitlige indkomst være 37.500 kr. om måneden, mens medianen vil være 25.000 kr. om måneden. Her er medianen typisk en meget bedre indikator for indkomstniveauet i gruppen. Der er kun én af vennerne, hvis indkomstniveau afviger meget fra medianen. Hvis man i stedet havde brugt gennemsnittet, ville man have vurderet indkomstniveauet for højt for fire af vennerne og alt for lavt for den sidste af dem. Gennemsnittet giver derfor ikke særlig brugbar information om gruppen.

## Median i geometri
I geometrien betegner median et linjestykke, som forbinder en af en trekants vinkelspidser med midtpunktet af den modstående side.